# 八王子市立南大沢小学校
八王子市立南大沢小学校（はちおうじしりつ みなみおおさわしょうがっこう）は、東京都八王子市南大沢にある公立小学校。
2024年（令和6年）4月1日現在、生徒数98人である。

## 沿革
- 1985年（昭和60年）04月01日 - 八王子市立南大沢小学校として開校
- 1993年（平成05年）04月07日 -  児童数920名入学
- 1999年（平成11年）04月01日 - 情緒障害通級学級｢みずき｣開設
- 2000年（平成12年）10月 - パソコンルーム設置
- 2011年（平成23年）04月01日 - 学校運営協議会を設置する学校の指定（地域運営学校：南大沢小・柏木小・南大沢中）
- 2023年（令和05年）04月01日 - 日本語学級開設

（この節の出典：）